# Suzuki Ciaz

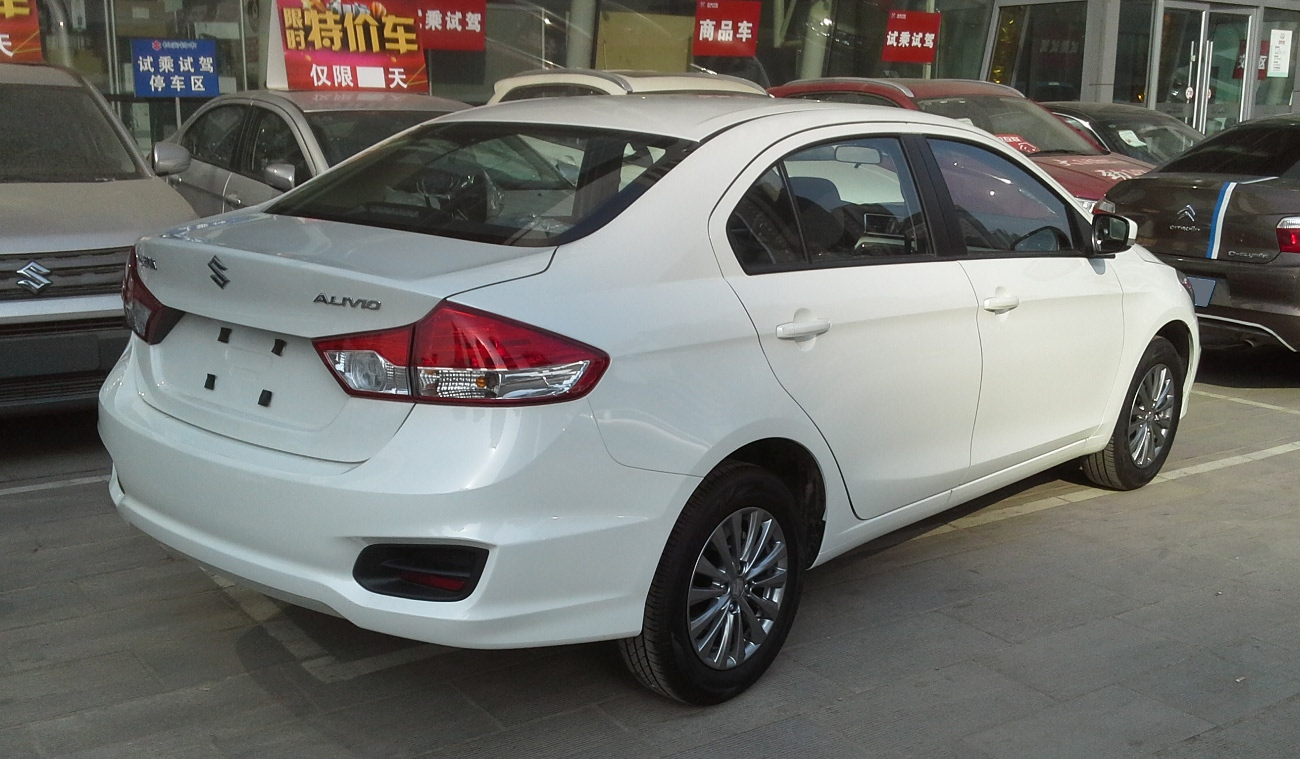
Heckansicht

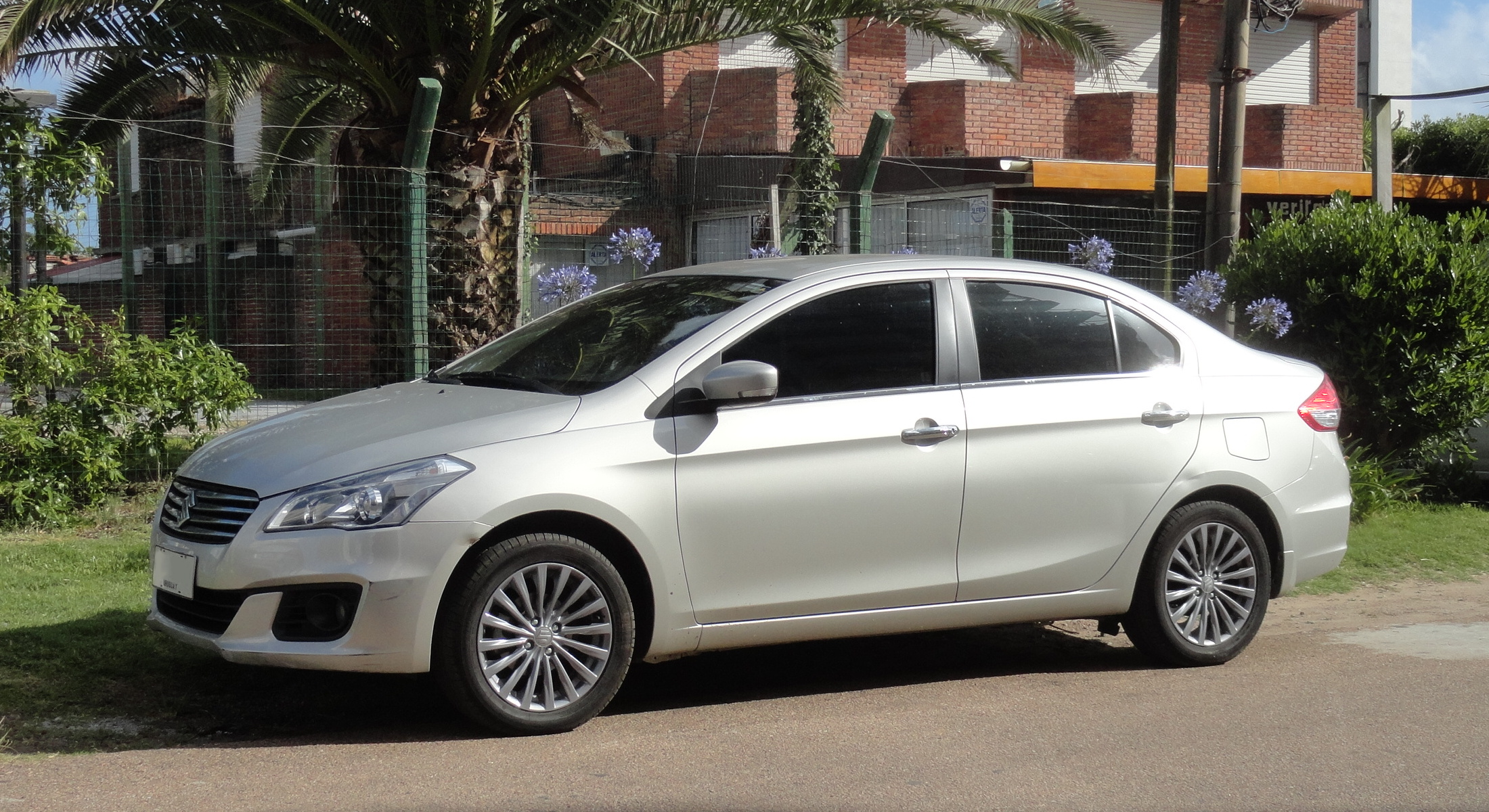
Suzuki Ciaz

Der Suzuki Ciaz ist ein Pkw-Modell des japanischen Automobilherstellers Suzuki, das die Limousine des Suzuki SX4 in Asien und Lateinamerika ersetzte. In China wurde das Fahrzeug als Suzuki Alivio vertrieben. Seit 2021 wird die Baureihe auf einigen Märkten auch von Toyota als Belta vermarktet. Im April 2025 wurde die Produktion der Baureihe ohne ein direktes Nachfolgemodell eingestellt.

## Geschichte
Weltpremiere hatte die Limousine als Konzeptfahrzeug auf der Beijing Motor Show im April 2014, das Serienfahrzeug debütierte auf der Guangzhou Auto Show im November 2014. Ab Ende 2014 wurde das Fahrzeug in China von Changan-Suzuki gebaut, ab dem 4. Januar 2015 wurde es verkauft. Die Limousine steht auf derselben Plattform wie der Suzuki SX4 S-Cross.
Im August 2018 wurde der Ciaz in Indien überarbeitet.

## Technische Daten
| Kenngrößen                                  | Alivio 1.6 (China)            | Ciaz 1.4 (Indien)           | Ciaz 1.5 (Indien)           | Ciaz 1.3 DDiS (Indien)      | Ciaz 1.5 DDiS (Indien)      |
| Bauzeitraum                                 | 01/2015–12/2022               | 05/2016–08/2018             | 08/2018–04/2025             | 05/2016–01/2020             | 03/2019–01/2020             |
| Motorkenndaten                              |                               |                             |                             |                             |                             |
| Motortyp                                    | R4-Ottomotor                  | R4-Ottomotor                | R4-Ottomotor                | R4-Dieselmotor              | R4-Dieselmotor              |
| Hubraum                                     | 1586 cm³                      | 1373 cm³                    | 1462 cm³                    | 1248 cm³                    | 1498 cm³                    |
| max. Leistung                               | 90 kW (122 PS) bei 6000/min   | 68 kW (92 PS) bei 6000/min  | 77 kW (105 PS) bei 6000/min | 66 kW (90 PS) bei 4000/min  | 70 kW (95 PS) bei 4000/min  |
| max. Drehmoment                             | 158 Nm bei 4400/min           | 130 Nm bei 4000/min         | 138 Nm bei 4400/min         | 200 Nm bei 1750/min         | 225 Nm bei 1500–2500/min    |
| Kraftübertragung                            |                               |                             |                             |                             |                             |
| Antrieb, serienmäßig                        | Vorderradantrieb              | Vorderradantrieb            | Vorderradantrieb            | Vorderradantrieb            | Vorderradantrieb            |
| Getriebe, serienmäßig                       | 5-Gang-Schaltgetriebe         | 5-Gang-Schaltgetriebe       | 5-Gang-Schaltgetriebe       | 5-Gang-Schaltgetriebe       | 6-Gang-Schaltgetriebe       |
| Getriebe, optional                          | (6-Gang-Automatikgetriebe)    | (4-Gang-Automatikgetriebe)  | (4-Gang-Automatikgetriebe)  | —                           | —                           |
| Messwerte                                   |                               |                             |                             |                             |                             |
| Höchstgeschwindigkeit                       |                               | 160 km/h                    | 190 km/h                    | 155 km/h                    |                             |
| Beschleunigung, 0–100 km/h                  | 10,7 s (11,9 s)               | 14,0 s                      | 14,0 s                      | 13,3 s                      |                             |
| Kraftstoffverbrauch auf 100 km (kombiniert) | 5,3–5,5 l Super (5,6 l Super) |                             | 4,6 l Super (4,9 l Super)   | 3,7 l Diesel                | 3,6 l Diesel                |
| Tankinhalt                                  | 43 l                          | 43 l                        | 43 l                        | 43 l                        | 43 l                        |
| Länge × Breite × Höhe                       | 4545 mm × 1730 mm × 1475 mm   | 4490 mm × 1730 mm × 1485 mm | 4490 mm × 1730 mm × 1485 mm | 4490 mm × 1730 mm × 1485 mm | 4490 mm × 1730 mm × 1485 mm |
| Radstand                                    | 2655 mm                       | 2650 mm                     | 2650 mm                     | 2650 mm                     | 2650 mm                     |